# Wandelen

Der Sonntagsspaziergang van Carl Spitzweg

Wandelen is te voet gaan, in het bijzonder (mede) voor het plezier of de sport. In andere gevallen spreekt men vaker van het neutrale lopen). Dat kan op meerdere manieren gebeuren. Van een wandelingetje in het park of bos waarbij het eindpunt samenvalt met het startpunt, tot meerdaagse tochten met een rugzak, waarbij grote afstanden worden afgelegd en wordt gekampeerd. Bij wandelen kan gebruikgemaakt worden van routebeschrijvingen en gemarkeerde wandelpaden. 
De term hiking wordt steeds gebruikelijker, waarbij wordt gedoeld op een langere wandeling op trails of in de bergen. 
Meerdaagse wandelingen door ruig terrein worden wel trektochten genoemd. Expedities zijn zware wandelingen (vaak naar een top) zoals de Kilimanjaro of Elbrus genoemd.

## Geschiedenis
Wandelen (te voet gaan) was tot in de negentiende eeuw hét belangrijkste middel om je te verplaatsen. Eind negentiende begin twintigste eeuw kwam er aandacht voor het gezondheids- en recreatieve aspect. Daarbij speelden in Nederland de wandelverslagen van Jacobus Craandijk (1834-1912) een belangrijke rol. In 1909 organiseerde de KNBLO-NL de eerste wandelmarsen of wandelvierdaagsen. Met de ingebruikneming in 1914 van de ANWB Bondswandelweg Amsterdam-Arnhem volgde het eerste recreatieve wandelpad. Na een periode van teruglopende interesse in de jaren vijftig en zestig kwam er begin jaren tachtig hernieuwde wandelbelangstelling. Het Nivon zette nieuwe wandelroutes uit. Met het Pieterpad van 1983 en het wandelroutenetwerk Oirschot van 2004 werden nieuwe wandelmogelijkheden aangeboden. Met een bewegwijzerd knooppuntensysteem kan een route naar eigen voorkeur worden samengesteld. Er zijn ook voor liefhebbers georganiseerde tochten.

## Wandelpaden
In Nederland bestaan netwerken van nationale en regionale wandelpaden, met elk hun eigen markering:
- KNBLO Jubileum wandelpad
- NWB-pad
- ANWB-wandelroute
- NS-wandeling
- GR-pad of langeafstandwandelpad (LAW)
- Streekpad
- Themapad
- Jacobspad (onderdeel Pelgrimsroute naar Santiago de Compostella)
- Knapzakroute (Drenthe)
- Kuierroute (Overijssel)
- Klompenpad (Gelderland, Utrecht en Zuid-Holland)

## Wandelroutenetwerken
Een nieuwe generatie wandelroutes vormen de wandelroutenetwerken, die naar voorbeeld van het fietsroutenetwerk zijn opgezet.
- Wandelnetwerk Twente (Twente)
- Wandelroutenetwerk (Zeeland, Noord-Brabant, Limburg, Vlaanderen)
- Waddenwandelen (Groningen, Friesland, Noord-Holland, inclusief de Waddeneilanden)
- Trage Wegen (Vlaanderen)

## Wandelmarsen

### Nederland
- Elfstedenwandeltocht (een vijfdaagse wandeltocht die ongeveer langs de route van de vermaarde schaatstocht gaat)
- Amsterdam - Leeuwarden (een klassieker over 150 km te volbrengen binnen 29 uur)
- Nijmegen - Rotterdam
- Nijmeegse Vierdaagse
- Duinenmars
- Tocht om de Noord Wandelfestival
- Apeldoornse Vierdaagse (die traditioneel voorafgaat aan die van Nijmegen)
- Heuvelland Vierdaagse
- Kennedymars
- Landloperstocht Veenhuizen (altijd 1ste zondag in juni, met keuze tussen 5-40 km door het Fochteloerveen en monumentendorp Veenhuizen)
- Wandel4daagse Alkmaar
- Drentse Wandelvierdaagse
- Meerdaags wandelevenement Venray
- Wandelvierdaagse het Gooi
- Avondvierdaagse in diverse gemeentes in Nederland

### België
- Vierdaagse van de IJzer
- Tweedaagse van Vlaanderen
- Dodentocht Bornem

### Beloningen
Voor het uitlopen van georganiseerde wandelmarsen diverse beloningssystemen. Het bekendste is het wandelboekje van de Koninklijke Wandel Bond Nederland. Na het voltooien van de wandeling worden kilometerstand en datum ingevuld en namens de wandelbond een stempel gezet. Na het lopen van voldoende kilometers kan een medaille worden verkregen.
Minder bekend is het beloningssysteem van Internationale federatie voor volkssport (IVV). Daarnaast hebben veel wandelverenigingen een eigen beloningssysteem. Het is toegestaan om meerdere of alle beloningssystemen in te zetten bij een wandeltocht.

## Varia
- Onderzoek uit 2006 wijst uit dat het looptempo van voetgangers in steden over de hele wereld de afgelopen jaren fors is toegenomen. Als belangrijke oorzaak wordt gezien de toegenomen drukte en stress. Van 32 onderzochte steden loopt men in Singapore het snelst en in Blantyre (Malawi) het langzaamst.[2]
- Neurowetenschapper Shane O'Mara bepleit in zijn boek In Praise of Walking. The new science of how we walk and why it’s good for us[3] (2019) een herwaardering van het alledaagse wandelen, waarbij hij de gunstige mentale aspecten benadrukt.